# Contrat de transport
 (juillet 2017).
Si vous disposez d'ouvrages ou d'articles de référence ou si vous connaissez des sites web de qualité traitant du thème abordé ici, merci de compléter l'article en donnant les références utiles à sa vérifiabilité et en les liant à la section « Notes et références ».
Le contrat de transport est un contrat synallagmatique généralement signé et approuvé par deux parties : d'une part, le transporteur (de personnes ou de biens)  et d'autre part, l'usager du moyen de transport ou l'expéditeur (d'objets). Cela dit parfois pour aller d'un point de départ à un point d'arrivée, un usager emprunte plusieurs moyens de transport appartenant à différents transporteurs avec un unique contrat de transport, comme c'est, par exemple, le cas pour le « TGV Air », qui permet à une compagnie aérienne de vendre un pré – ou un post-acheminement en TGV avec un billet d'avion.

## Définition
Le contrat de transport détaille ainsi les obligations et responsabilités des deux parties.

### Mentions légales du contrat de transport

#### Mentions légales du contrat de transport de passagers[réf.nécessaire]
Pour le cas du transport de passagers, le contrat de transport comporte les informations suivantes :
 (février 2018).
- les nom(s) et prénom(s) de l'usager, c'est-à-dire du passager.
- le nom du transporteur.
- le lieu de départ ou l'origine du voyage.
- le lieu d'arrivée ou la destination.
- le prix du billet, c'est-à-dire le coût du transport.
- le détail des taxes et du tarif pour les billets d'avion uniquement.
- la date de départ et/ou la date de retour.
- l'heure prévue de départ et/ou de retour.
- l'heure prévue d'arriver à destination.
- la référence du dossier de réservation connexe.
- la signature de l'agent ayant effectué la réservation. ;
- les références de la société émettrice du billet (exemple : le code IATA pour une agence de voyages) ;
- le numéro du siège ou de la cabine réservé ainsi que son type.
- la date et le lieu d'émission du billet.
- les conditions particulières de vente du billet.
- le numéro du billet.
- les indications concernant le moyen de transport, c'est-à-dire :
  - la référence de l'appareil : numéros du train ou du vol par exemple.
  - le type de l'appareil : train corail ou TGV par exemple.

#### Mentions légales du contrat de transport de marchandises[réf.nécessaire]
Dans les cas de transport de marchandises ou fret, le contrat de transport comporte obligatoirement[réf. nécessaire] les informations suivantes :
- les références de l'expéditeur.
- les références du transitaire au départ, s’il y a lieu.
- les références de l'entreprise de manutention aérienne au départ (ou en anglais handling) ;
- les références du transporteur.
- le lieu de départ ou l'origine du voyage.
- le lieu d'arrivée ou la destination finale.
- le coût du transport.
- le détail des taxes et du tarif pour les transports aériens uniquement.
- le type officiel de marchandise transportée.
- le poids en kilogrammes des marchandises transportées.
- la date de départ et/ou la date de retour.
- l'heure prévue de départ et/ou de retour.
- l'heure prévue d'arriver à destination.
- la date et le lieu d'émission du contrat.
- les conditions particulières de vente du fret.
- les références du manutentionnaire aérien qui reçoit les marchandises.
- les références du transitaire à destination, s'il y a lieu.
- les références du destinataire des marchandises.
- l'état et l'inventaire des marchandises réceptionnées par le transporteur au départ depuis l'expédition par l'expéditeur ;
- l'état et l'inventaire des marchandises livrées par le transporteur à l'arrivée jusqu'au lieu de réception final ;
- les informations douanières et de sûreté aérienne légales selon le type de marchandises, le profil de l'expéditeur et des transitaires éventuels.

### Support légal du contrat de transport[réf.nécessaire]
Le contrat de transport n'est quasiment jamais imprimé sur papier régulier, mais sur un support protégé et sécurisé.
Les billets d'avion sont imprimés sur des coupons BSP cartonnés agréés par l'IATA. Chacun de ces coupons est doté d'un numéro de contrôle à 14 chiffres (13 chiffres + 1 clé) ainsi que de protections secrètes (pour la plupart) comme des filigranes et autres procédés qui sont également utilisés sur les billets de banque. Dans certains cas particuliers, des billets d'avion peuvent être émis sur un support papier carbone qui doit être rempli à la main ; c'est ce que l'on appelle un MCO (pour Miscellaneous Charge Order, en anglais, soit « bon pour service divers », en français).
Les billets de train SNCF sont imprimés sur le même genre de coupons dotés eux aussi d'un numéro de contrôle à 14 chiffres (13 + 1 clé) mais toutefois moins sécurisés que les coupons BSP, ce qui s'explique par la valeur moins importante (en général) des billets de train par rapport aux billets d'avion. Les billets de traversier ou d'autocar sont, en France, généralement imprimés sur des coupons neutres semblables, hormis la couleur, aux coupons SNCF. Ils disposent également d'un numéro de contrôle à 14 chiffres (13 + 1 clé) et de sécurités. Depuis 2004, tous ces coupons sont imprimés par un procédé thermique nommé impression directe thermique qui oblige à posséder des machines complexes et coûteuses, ce qui limite encore les possibilités de fraude.
Concernant le fret aérien, chaque marchandise est considérée comme un passager et dispose obligatoirement d'un billet appelé LTA pour « lettre de transport aérien ». Chaque LTA est émise pour un lot de marchandises de type uniforme sans limite de poids autre que celle dépendant du type d'avion utilisé par le transporteur aérien. Les LTA sont imprimées sur un document au format A4 de type papier carbone qui comporte six ou sept copies, de couleurs différentes, destinées chacune à un des maillons de la longue chaîne du fret. Ces documents sont peu sécurisés au niveau de leur support, mais ils disposent tout de même d'un numéro de contrôle à 14 chiffres (13 + 1 clé).

## Usages et rôles du contrat de transport
Le contrat de transport est destiné à deux usages, le premier étant celui de titre de transport, soit le billet, qui est une preuve d'achat et qui représente le droit du passager ou de l'expéditeur à bénéficier de la prestation de transport définie par le contrat et pour laquelle il s'est acquitté du paiement idoine ; le second usage est celui de contrat au sens juridique exact du terme qui permet en cas de litiges ou de demandes d'après-vente de faire bénéficier usager et transporteur d'une base légale approuvée préalablement par chacun. Le rôle du contrat de transport est de déterminer précisément avant le début effectif des prestations, les conditions auxquelles seront soumis, d'une part l'usager, et d'autre part le transporteur pendant la période de validité du contrat de transport.

## Validité du contrat de transport
La validité d'un contrat de transport varie entre 1 jour et 1 an. En aucun cas un contrat de transport ne peut être valide plus d'une année à partir de la date de départ prévue dans le contrat (et non pas de la date d'émission du contrat).

## Contrats de transport de voyageurs
Après la petite étude de la formation du contrat de transport, on passera à son exécution qui est considérée comme l'étape de réalisation du contrat de transport, et qui joue un rôle primordial au niveau des obligations des parties, comme celles du transporteur qui a une obligation de résultat, mais qui peut être atténuée si le voyageur n'a pas rempli ses propres obligations.
- Cette partie sera consacrée donc à l'étude de différentes obligations des parties.

1 : Les obligations du transporteur : Le voyageur étant la partie cocontractante dans un contrat de transport, il a des droits qui incombent au transporteur et qui sont présentés comme suit :
A) Obligation de déplacement :
Le contrat de transport repose sur trois éléments dont le déplacement fait partie.
Cette obligation incombe au transporteur, quel que soit le mode de transport utilisé, ce déplacement doit être réalisé dans les mêmes conditions prévues par le contrat. Pour que cet engagement soit réalisé, il faut que le transporteur mette à la disposition du passager un engin du type attendu et cet engin doit être prêt à accueillir le voyageur et le transporter, il doit le faire déplacer de façon à réaliser sa promesse, à défaut il engage sa responsabilité en cas de dommage ou de retard dans l'exécution de déplacement.
En outre, le transporteur a une autre obligation qui est celle d'explication relative aux codes numériques avec les noms et adresses des transporteurs concernés annexés sur les titres de transport.
Reste à signaler que les sociétés de transport ferroviaire ont aussi l'obligation d'information concernant les tarifs ainsi que ses conditions de transport, l'information concerne aussi bien les horaires et les prestations qu'elles offrent à leur clientèle.
Une dernière obligation qui se caractérise par l'assurance du transport dans les conditions normales d'hygiène, de sécurité et de confort.
B) Obligation de sécurité : C'est une obligation contractuelle qui incombe au transporteur. Cette obligation, même si elle n'est pas prévue expressément par la convention, peut être déduite au niveau de la responsabilité en cas de dommage, et aussi au niveau de la terminologie « sain et sauf à destination ».
Les voyageurs, pour pouvoir jouir de cette obligation en cas de responsabilité du transporteur, doivent faire la preuve qu'ils sont régulièrement liés par un contrat de transport. Cette obligation a été qualifiée par la jurisprudence française comme obligation de résultat, voire de « sécurité-résultat ».
En effet, l'obligation de sécurité est née la première fois en matière maritime en 1919(*), et elle a été appliquée pour la première fois aux chemins de fer dans un arrêt de 1913 qui introduit le terme obligation de sécurité résultat.
La jurisprudence a décidé que le transporteur doit conduire le voyageur sain et sauf à destination ; il n'est pas seulement tenu d'une obligation de moyens  c'est-à-dire de prendre les mesures pour assurer la sécurité du voyageur, mais il doit assurer le résultat.
Il est à signaler qu'on parle de cette obligation lorsqu'il y a un engin mécanique ; cela signifie que l'obligation qui pèse sur un loueur de chevaux n'est qu'une obligation de prudence et de diligence, et donc de moyens et non de résultats.
La jurisprudence a trouvé des difficultés au niveau de la durée de l'obligation, car elle distingue entre deux situations :
- Si le voyageur prend place dans un engin dont l'accès est ouvert au public, c'est-à-dire avant d'être muni de billet de transport.
- Si l'accès n'est pas permis qu'à ceux qui ont déjà leurs billets.

Pour résoudre ce problème, il a fallu attendre l'arrêt du 1er juillet 1969 de la Cour de cassation rendue en matière ferroviaire pour mettre fin aux controverses sur le point de départ et la fin de l'obligation de sécurité. Cet arrêt précise que l'obligation n'existe pas que pendant le transport proprement dit « à partir du moment où le voyageur commence à monter dans le véhicule et jusqu'au moment où il achève d'en descendre ».

Le voyageur a droit au dédommagement en cas de retard du train. En sus, le transporteur a l'obligation en cas de mort d'un voyageur, d'effectuer les mesures nécessaires dans l'intérêt des héritiers et ceci afin de conserver ses bagages et effets jusqu'au moment de leur remise à qui de droit (article 479 du code de commerce). Il a aussi l'obligation s'il y a lieu de certifier sur le titre de transport, que le train a été supprimé ou la correspondance manquée.
1. Contrats de transport de marchandises
2. Le contrat de transport' de marchandises pour compte d'autrui (ou transport public) est un contrat commercial tel que défini par les articles 1101 et suivants du Code civil. Il est matérialisé par un document dénommé différemment selon le mode de transport.

Ce document va faire référence à un contrat conclu entre les parties : donneur d'ordre, transporteur, expéditeur, destinataire, remettant, réceptionnaire et pour l'internationale on ajoutera, le vendeur, l'acheteur, l'exportateur et l'importateur. Exemple : une entreprise (donneur d'ordre), demande à une société de transport (transporteur) de charger des marchandises chez son fournisseur (expéditeur) pour les livrer sur une base logistique (réceptionnaire) qui fait de l'entreposage pour une grande enseigne commerciale (destinataire). En France, le contenu de ce contrat est libre, toutefois il ne doit pas être léonin (déséquilibré) ainsi que réalisable. De ce contrat vont naître des obligations pour les parties qui sont régies par des textes, décrets ou des conventions.

### Transport routier

#### Transport routier national (France)
Le document se nomme légalement lettre de voiture, car le transporteur, toujours d'après le Code civil est un voiturier.
Dans une législation antérieure, aujourd’hui abrogée, il y avait le récépissé pour les livraisons dans un rayon de 30 km. Par confusion, on parle aussi bon de livraison. Ce dernier existe bien, mais il constitue un accusé de réception des marchandises qui fait partie du contrat entre le vendeur et l'acheteur.
En France, le contrat de transport est régi par : 
- les articles 1782 et suivants du Code civil au livre III, titre VIII, chapitre III : Du louage d'ouvrage et d’industrie, Section 2 : Des voituriers par terre et par eau. Ces articles traitent notamment de la responsabilité qui incombe au transporteur quant aux biens qui lui sont confiés.
- les articles 133-1 à 133-9 du Code de commerce. On retrouve, entre autres : la prescription d'un an pour les litiges ainsi que le règlement de la prestation ; les réserves qui doivent être notifiées par lettre recommandée, au plus tard, trois jours au lendemain de la livraison ; les deux cas d'exonération de la responsabilité du transporteur, la force majeure, le vice propre de la marchandise. (Il en existe un troisième qui est la faute d'un tiers, mais ne se trouve pas dans ces articles). Il y a surtout le droit de " rétention " des marchandises en cas de créance non réglée, même antérieure au transport dont les marchandises font l'objet.
- les articles 132-8 et 132-9 du Code de commerce. L'article 132-8 qui fait " trembler " les donneurs d'ordre, même les plus puissants. C'est la modification de l'article 101 du code de commerce qui est entré en application, alors que Jean-Claude Gayssot était ministre des Transports. Ce qui lui valut, et lui vaut encore de porter le nom de "Loi Gayssot". En fait, le donneur d’ordre, le commissionnaire (intermédiaire), l'expéditeur et le destinataire sont tous garants du paiement du prix du transport. En d'autres termes, si celui qui devait payer ne paie pas, alors le transporteur peut réclamer cette somme aux autres protagonistes. L'article 132-9 précise les rubriques essentielles de la lettre de voiture ;
- les articles L.1432-4 à L.1432-12 et D.3222-1 à D.3222-7 du Code des transports disposent que des contrats types annexés au même code (Annexes), s'appliquent à défaut de contrat écrit entre les parties. Tout y est décrit, le choix du matériel de transport, délais d'acheminement, de chargement et de déchargement, les responsabilités, litiges, indemnisation, etc. Ces articles sont la transposition du décret n° 99-752 du 30 août 1999 relatif aux transports routiers de marchandises qui a été abrogé par le décret n° 2016-1550 du 17 novembre 2016 relatif à certaines dispositions de la partie réglementaire du code des transports, entré en vigueur le 1ᵉʳ janvier 2017.

#### Transport routier international
Le document se nomme légalement lettre de voiture internationale pour les transports internationaux par route.
Ces derniers sont régis, pour un certain nombre de pays, par la convention de Genève aussi dénommée Convention relative au contrat de transport international de marchandise par route, d'où le nom d'usage (mais non juridique) de C.M.R. donné à ces lettres de voiture internationales. À défaut de contrat entre les parties, c'est cette convention qui s'applique, à condition que le pays de départ ou celui d'arrivée soit signataire de celle-ci. Si ces deux pays sont signataires, elle s'applique. Presque tout y est décrit comme dans le contrat type français, le choix du matériel de transport, délais d'acheminement, les responsabilités, litiges, indemnisation, etc. Cette convention étant plus ancienne, concernant les délais, on parle de délais raisonnables. Elle a subi une modification majeure concernant la limite d’indemnisation en cas de perte. En effet sur la version initiale, il était écrit à l'article 23 alinéa 3 : " Toutefois, l’indemnité ne peut dépasser 25 francs par kilogramme du poids brut manquant. Le franc s’entend du franc-or, d’un poids de 10/31 de gramme au titre de 0,900.". Elle était fondée sur le franc or, aujourd'hui il est écrit : " Toutefois, l’indemnité ne peut dépasser 8,33 unités de compte par kilogramme du poids brut manquant. " On entend par " unités de compte " les Droits de tirage spéciaux plus connus sous les initiales DTS. C'est une monnaie créée par le Fonds monétaire international (FMI) qui est un mélange de monnaies : dollar américain, euro, livre sterling,yen et le yuan. On peut trouver son cours dans un convertisseur de devises sous le symbole XDR. Sa dernière modification réside dans le fait qu'elle accepte la dématérialisation des documents, donc de la lettre de voiture. Enfin, elle est aussi régulièrement modifiée parce que de plus en plus de pays en sont signataires.

### Transport ferroviaire

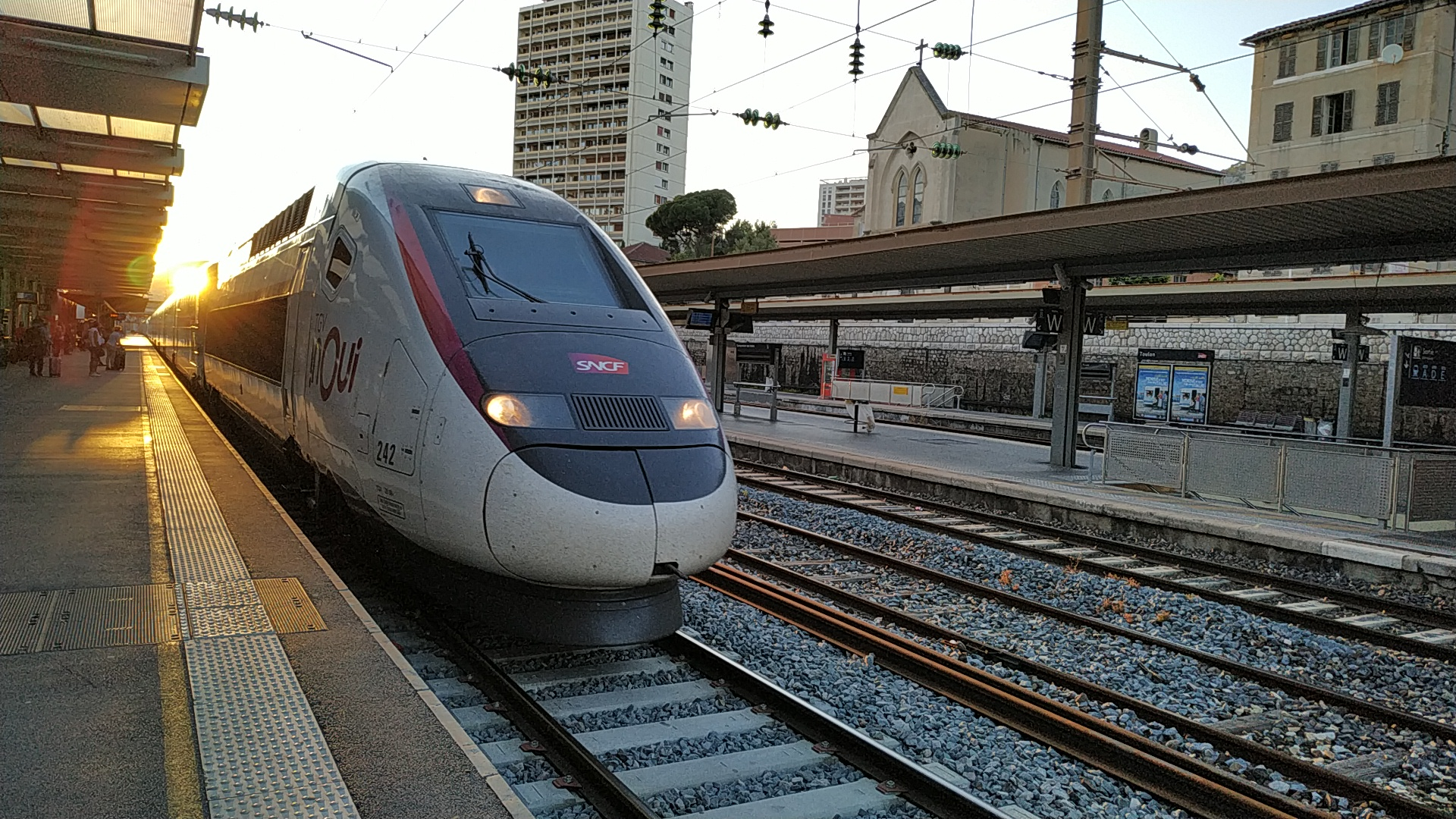
Le TGV, transport en commun ferroviaire emblématique du contrat de transport

Le transport ferroviaire se caractérise par une grande variété de matériel roulant permettant le transport de différentes marchandises à toutes distances et sous tout type de chargement : marchandise emballée au chargement manuel et mécanique transportée dans les wagons couverts ou par conteneur ; et marchandise lourde et encombrante avec chargement par grue transportée par wagon-tombereau, sur plate-forme et transporteur.
- France : le code de la SNCF et le code de commerce
- International : la convention de Berne

### Transport fluvial
Régis par la convention de Bruxelles (convention maritime et fluviale).
Le transport fluvial est le transport sur les voies navigables. Deux unités motorisées différentes sont utilisées dans le secteur fluvial : les automoteurs (environ un millier en France) sont pour les deux tiers représentés par des unités de petit gabarit, de tonnage inférieur à 400t. Cette catégorie est associée au réseau dit Freycinet, reliant les bassins à grand gabarit. Les pousseurs (environ 120 en France) sont des unités motorisées utilisées pour pousser des barges en convoi. Ils se retrouvent en grande majorité en Seine.

### Transport aérien
Le transport aérien désigne l'activité de transport effectuée par la voie des airs (avion, hélicoptère). La majorité des avions de ligne sont équipés pour le transport des passagers et disposent d'une soute pour les bagages et le fret.
Avantages
- Rapidité et sécurité pour la marchandise
- Emballage peu cher
- Frais financiers et de stockage moindres
- De nombreuses zones géographiques peuvent être desservies

Inconvénients
- Prix élevé qui limite l'envoi de marchandises denses ou de faibles valeurs.
- Capacité limitée
- Interdit à certains produits dangereux
- Rupture de charge

En transport aérien de marchandises, le document se nomme lettre de transport aérien abrégée par LTA. Airwaybil en anglais soit AWB.
Il existe trois conventions. La plus ancienne est la convention de Varsovie, mais il y a aussi la convention de Montréal et la convention IATA, Association internationale du transport aérien.
Les conventions de Varsovie (1929) et de Montréal (1999) régissent également le droit des passagers aériens. Ainsi, les compagnies aériennes effectuant des vols depuis l'Union européenne sont tenues de dédommager les passagers en cas de retard important, surréservation, annulation de vol... Toutefois, selon une étude TNS Opinion & Social, 83 % des Français n'ont jamais entendu parler des droits des passagers aériens et seulement 6 % des voyageurs français ont demandé l'application de ces droits depuis les douze derniers mois.
Lien externe : Droit des passagers aériens Vulgarisation des conventions de Varsovie et de Montréal en ce qui concerne vos droits en tant que passager aérien.

### Transport maritime
Le transport maritime est le mode de transport international le plus ancien. Il reste, en volume de marchandises transportées, le premier moyen de transport utilisé dans le monde, en particulier pour les destinations lointaines. La force du transport maritime ne repose guère sur sa vitesse, mais bien sur sa capacité et sur la continuité de son trafic. Il est pratiquement le seul moyen économique pour transporter de grands volumes de marchandises entre des pays éloignés. Le transport maritime, c'est le principal mode de transport des marchandises dans le monde : 90 % des échanges se font par voie maritime.
En transport maritime de marchandises, le document se nomme un connaissement ou bill of lading en anglais.
- France : La loi du 18 juin 1968
- International : La plus ancienne, la convention de Bruxelles, aussi la convention de Hambourg.